# Inquiry
Inquiry je metoda, kterou do politické práce zavedl v raných 60. letech 20. století specifický proud disidentského marxismu v Itálii zvaný operaismus, jehož základy položila revue Quaderni Rossi (Rudé sešity) kolem Raniera Panzieriho.
Metoda odkazuje na krátký dotazník, který sestavil v dubnu 1880 Karl Marx, a který je nástrojem ke zjištění organizace kapitálu – výrobního procesu nejen v rámci továrny, ale též mezi jednotlivými výrobními jednotkami, a třídní kompozice – struktury pracovní síly, jejího vztahu k organizaci práce i technologiím s ohledem na formování politické artikulace dělnické třídy.
Inquiry nevychází ze statické sociologické perspektivy, ale naopak z dynamiky boje a jeho cílem je detekce slabých míst kapitálu pro potřeby dělnické třídy i „neviditelných“, neformálních sil, které mohou vést k dělnické organizaci a boji.